# Baladinni, Muddebihal
Baladinni là một làng thuộc tehsil Muddebihal, huyện Bijapur, bang Karnataka, Ấn Độ.